# Letras y encajes
Letras y Encajes fue una revista cultural fundada en Medellín en el año de 1926 por Teresa Santamaría de González, Alicia María de Echevarría, Sofía Ospina de Navarro y Ángela Villa. La revista circuló entre 1926 y 1959 de manera mensual, contando con un total de 394 números. La revista se dirigía a un público femenino, fue la primera revista fundada y dirigida por mujeres y «anhelaba ser útil, [llevando] suavemente de la mano a la señora de casa, desde el rincón favorito del salón hasta los últimos dominios cocineriles, haciéndola interesar al mismo tiempo por el arte y la literatura». A partir de 1946 la revista quedó bajo la dirección exclusiva de Teresa Santamaría de González, quien era la directora del Colegio Mayor Femenino de Antioquia, y pasó «a convertirse en el campo de prácticas de las estudiantes de periodismo»

## Historia
La historia de la revista, al tener un período de publicación tan extenso, comprende una cantidad importante de cambios sociales y culturales tanto en Colombia como en Medellín. Quizás los dos más importantes van a ser los cambios económicos generados por la bonanza del café y del banano que hicieron que la población de Medellín fuese aumentando exponencialmente durante la primera mitad del siglo XX (proceso que se vivió también en otras ciudades de Colombia y América Latina) y el acceso paulatino de las mujeres a la educación (primero el bachillerato y luego educación superior universitaria o profesional) y al mundo laboral. 
La revista fue fundada por Teresa Santamaría de González, Alicia María de Echevarría, Sofía Ospina de Navarro y Ángela Villa. Estas cuatro mujeres eran de clase alta y educadas (Santamaría fue la directora del Museo de Antioquia –antiguo Museo de Zea, Echevarría creó el primer salón de belleza de Medellín, Villa estudio artes en la Universidad de Columbia y Filosofía y Letras en el Colegio Mayor de Cultura Femenina y Ospina era una prolífica escritora) de posición política conservadora y católica pero aun así buscaron replantear el papel de la mujer en la sociedad como algo más que solo una esposa o una madre (aunque entendiendo que ese era su rol más importante). La revista buscaba crear en espacio para la educación integral de la mujer: literatura, historia, economía doméstica,  religión. Durante sus primeros años su producción estuvo muy cercana a la labor del Centro Femenino de Estudios, una asociación privada fundada en 1929 por un grupo de damas influyentes de la ciudad (entre ellas Teresa Santamaría de González) como “un círculo de estudios de temas culturales y artísticos, cuyo radio de acción se fue ampliando a la discusión de temas sociales y políticos” publicando apartes de conferencias dictadas en Centro e invitando a cursos y eventos en el mismo. Luego, en 1946, con la fundación del Colegio Mayor Femenino de Antioquia (o “Universidad Femenina”) del que Teresa Santamaría de González era rectora las alumnas de los programas de Biblioteconomía y Periodismo se convirtieron en redactoras en la revista lo que implicó un cambio en los temas a tratar (más modernos) y el diseño gráfico. Si bien no es explícito en la revista sí hay una idea de que el público lector es uno de clase media y alta de lo que da cuenta la publicidad: electrodomésticos, automóviles, regalos. Todos estos objetos muy fuera del alcance de las clases más populares.

## Temas
Como se mencionó antes, siendo que los objetivos de la revista (“educar a la mujer moderna”) eran tan amplios la revista tuvo una gran cantidad de temas. Aun así hay ciertos temas que van a ser constantes a lo largo de la revista. 

### Literatura

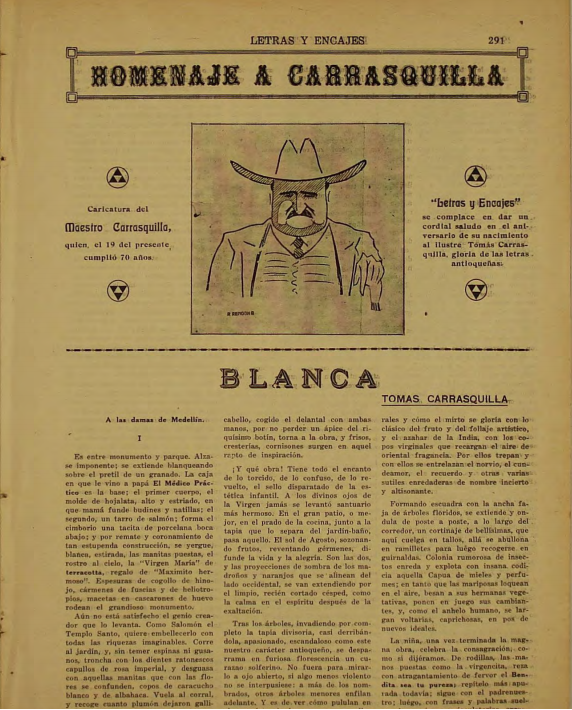
Homenaje Tomás Carrasquilla, enero de 1928

Al ser una revista de carácter cultural constantemente incluyó diferentes géneros literarios dentro de sus páginas, en la mayoría de sus números se podían encontrar cuentos, poemas y ensayos. Los mismos eran de gran variedad y no se limitaban a un contexto local. Con frecuencia se encontraban en la revista cuentos y textos traducidos de autores franceses, norteamericanos e ingleses o textos de escritores en lengua española como Tomás Carrasquilla, Azorín, Gabriela Mistral, Alfonsina Stormi o Porfirio Barba-Jacob. Además, en la revista colaboraban escritores amateur que enviaban sus obras (cuentos, poemas, etc.) por lo cual a muchos autores solo se los puede identificar con seudónimos. 
La revista, además, animaba a sus lectores a enviarles textos como da cuenta un concurso anual de cuento corto femenino en 1927. Los cuentos ganadores del concurso eran propiedad de la revista para su primera publicación. La revista publicaba textos tanto de hombres como de mujeres aunque es evidente que hay un proceso de criba sobre qué textos se publican: no hay textos que puedan ser considerados eróticos, vulgares, anticlericales, abiertamente reaccionarios, abiertamente comunistas o demasiado vanguardistas.

### Educación de la mujer
El interés de ‘’Letras y Encajes’’ por la educación de la mujer estuvo presente desde el primer número de la revista con la publicación de textos como "La mujer fuerte" de Landreit, Arzobispo de Reins, quien plantea las bases de la educación femenina que definirán el proyecto editorial de la revista en sus primeros años al afirmar: 
“El estudio tiene muchas ventajas: el espiritu se eleva; por su secreta influencia, la mujer logra no vivir ya en medio de sus trapos, como dice Tocqueville: ya no conserva esa ruin personalidad nadando en pensamientos infinitamente ruines, Con el contacto de las ideas, el alma se engrandece: el estudio de la literatura le da un grandioso tono, la hace flexible, le comunica finura y firmeza al mismo tiempo; la poesía la inflama y le inspira un soplo divino; la música pone el alma en equilibrio y le comunica el sentido de la armonia en todas las cosas. Estudio de las bellas artes desenvuelve el sentimiento de lo bello y abre al pensamiento horizontes totalmente desconocidos”.
A partir de 1929 con la inauguración de la Escuela Social Femenina en Bogotá, se abre una columna dedicada al deber ser de la educación de la mujer en el país: “Convencidos de la necesidad urgente que tiene Colombia de una “élite” femenina sólidamente preparada para la acción en el campo social, no hemos vacilado en dar principio, aunque sea en forma muy modesta, a la importante labor de formar técnica y prácticamente los elementos que hayan de dirigir, encauzar y organizar con acierto en adelante, la acción católica y social de la mujer colombiana.”. 
Esta columna, a cargo de la dirección de la revista, se concentró en las últimas noticias sobre diferentes iniciativas en el país, en particular en Medellín, que se realizaron para el desarrollo de la educación de la mujer como el Centro Femenino de Estudios que nació en 1936 “resultado de la integración de la Escuela Normal de Institutoras y el Colegio Central de Señoritas, con tres objetivos implícitos: Incorporar a la mujer antioqueña a la fuerza laboral calificada para realizar tareas productivas y especialmente de servicios, propias de los procesos de la industrialización y urbanización tempranas de Medellín y de Antioquia.  Implantar una reforma pedagógica liberal explícita en las ideas de la Revolución en Marcha, basadas sobre la pre-eminencia de las clases populares: la obligatoriedad, gratitud, mérito y laicidad de la educación. Finalmente, ofrecer igualdad de oportunidades políticas a la mujer antioqueña y Colombiana y, por lo tanto posibilitar su acceso a la universidad.”
Esta idea se acrecentó con la fundación de la Universidad Femenina, donde se entendía la importancia de una educación como algo necesario para mujeres que “quieran prepararse un porvenir, que las tengan [sic] al abrigo de tántos peligros, que sepan ganarse el pan el día en que se necesario”, es decir, importante en el caso de una eventualidad. Además, había una fuerte presencia de temas que resultaban de interés para la educación de una mujer: psicología (específicamente, el desarrollo psicosocial de los niños), puericultura, nutrición, pedagogía, literatura y cultural. El objetivo era dar a la mujer herramientas que le permitieran ser más que solo una sirvienta: no solo debería de saber cómo llevar un hogar, sino, como cuidar y educar de maneras correctas a sus hijos y, además, ser capaz de tener intereses y ‘’hobbies’’ más “educados” que le permitieran llevar una conversación con su esposo. Incluso, cuando se veía a la mujer en el mundo profesional y público, se entendía que desempeñaría labores “femeninas”: enfermería, secretariado o el auxilio de los pobres y desamparados. 

### Economía doméstica

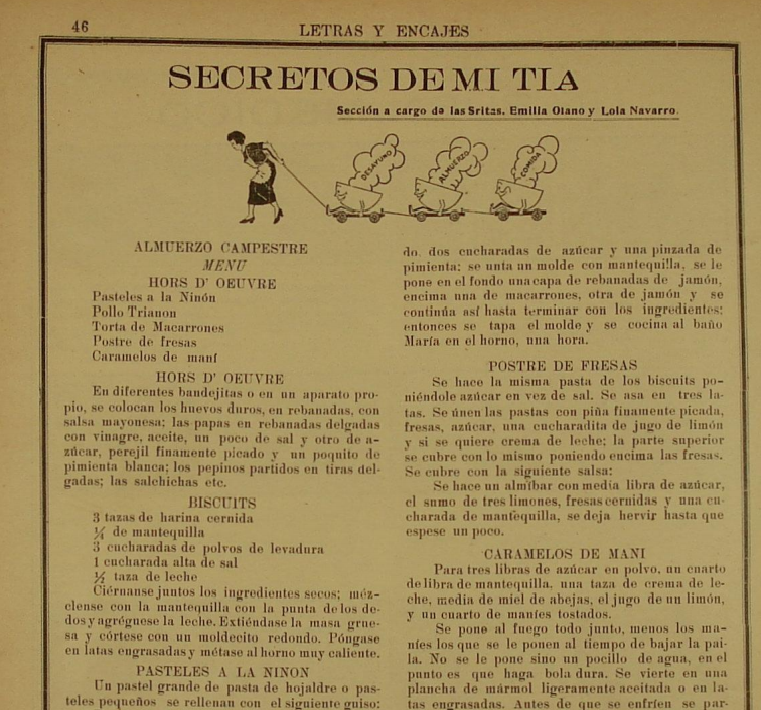
Secretos de mi tía, octubre 1926

Desde sus inicios, Letras y Encajes se preocupó por la educación de la mujer no solo en términos intelectuales, sino también en prácticos. Debido a esto, la revista publicaba constantemente a través de diferentes secciones como "Los secretos de mi tía", diferentes recetas de cocina, consejos para atender a posibles invitados, diferentes trucos de limpieza de prendas de vestir, objetos del hogar, etc. Esta sección fundamental de la revista corrió a cargo de diferentes miembros de la dirección de la misma, pero principalmente estuvo bajo la dirección de Alicia M. de Echavarría. Las recetas de cocina publicadas eran variadas, pues se encontraban por igual recetas de comida regional e internacional, con un particular interés en la comida francesa. 
Dicha preocupación da cuenta de la idea de una “mujer moderna” que no hace las cosas por instinto o por tradición, sino porque tiene un bagaje académico que la avala. La preocupación por una enseñanza de la “ciencia del hogar” parece ser una preocupación común a todas las mujeres tanto campesinas como de clase media y alta, ya que, al tener estos conocimientos la mujer es capaz de brindar un mejor hogar para sus hijos y esposo siendo, en última instancia, un valor intangible para la sociedad.

### Sociedad y religión

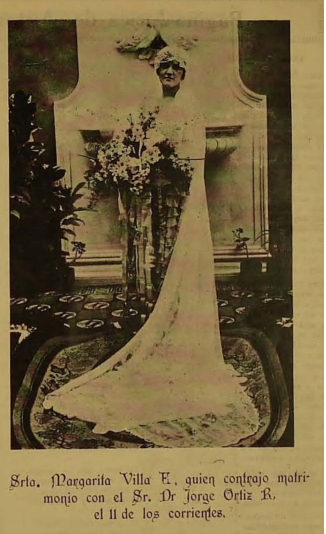
Ejemplo de una foto de enlace matrimonial, junio de 1928.

Desde su primer número, Letras y Encajes se preocupó de dar cobertura a los eventos sociales más importantes del momento a través de la publicación de fotografías de parejas recién casadas, notas sobre damas notables de la sociedad antioqueña entre otros, pésames, reinados de belleza, felicitaciones por nacimientos, deseos de buena salud y buen viaje, saludos a poetas y dignatarios importantes. La cobertura de este tipo de eventos y las correspondientes felicitaciones por parte de la revista con respecto a los mismos prefiguraron la importancia que tendría la revista en la alta sociedad antioqueña como el medio de comunicación predilecto. También dieron importante cubrimiento a las múltiples obras de caridad (Damas de Caridad, Cruz Roja, Sociedad de Mejoras Públicas, Centro Femenino de Estudios) que realizaban diferentes damas prominentes de la sociedad antioqueña de la época. 
De la misma manera, la revista se mantenía al tanto de las noticias más relevantes de la farándula internacional al dedicar constantemente notas a las idas y venidas más recientes de la aristocracia europea, como lo fue la boda de Alfonso XIII de España y Victoria Eugenia de Battenberg. Este tipo de publicaciones recurrentes en Letras y Encajes da cuenta de la importancia que tenía para la dirección de la revista y sus lectores la alta sociedad europea que se presentó constantemente como un ejemplo a seguir, luego, con la entrada de las estudiantes de la Universidad Femenina el foco cambia a noticias de las estrellas de Hollywood (incluso con una sección llamada “Desde Hollywood” a cargo de Aura de Silva) que habla de las vivencias de estrellas de Hollywood del momento como Yma Sumac, Lillian Gish o Cary Grant, entre otras. 
A través de la sección "Mundo místico", la revista publicó constantemente textos de miembros de la iglesia que buscaban exaltar los valores cristianos y educar a la mujer moral y espiritualmente. Aparte de esta sección constantemente se publicaban discursos, sermones y encíclicas de autoridades eclesiásticas sobre el papel de la mujer en la sociedad actual, la importancia del matrimonio, la familia y la caridad. De igual forma en esta sección se encontraban las noticias más recientes sobre los diferentes eventos religiosos que se desarrollaron en el momento al igual que pésames de la revista por muertes de miembros notables de la sociedad antioqueña del momento. Esta importancia del catolicismo se ve reflejada en que, si bien era una revista que buscaba cierta “emancipación” de la mujer (por medio de la educación de y la participación política) estaba firmemente en contra del divorcio: en el número 286 se habla de “los estragos del divorcio” o en el número 285 “el divorcio destruye el espíritu y la propia constitución natural de la familia” o del trabajo de las mujeres casadas por otra razón que no sea la necesidad.

## Manejo gráfico
La revista se imprimió durante toda su duración en la Tipografía Industrial de Medellín. El manejo gráfico de Letras y Encajes fue amplio desde sus primeros números, la revista contaba con un número considerable de fotografías e ilustraciones en todos sus números. A partir de una diagramación en columnas que seguía un formato de periódico lograba consignar en pocas páginas la mayor cantidad de información posible. A partir de la entrada de las estudiantes de la Universidad Femenina la revista tuvo un manejo gráfico mucho más moderno: diagramaciones más complejas, diferentes tipografías para jerarquizar texto, tipografías más modernas y claras y portadas con fotografías. 

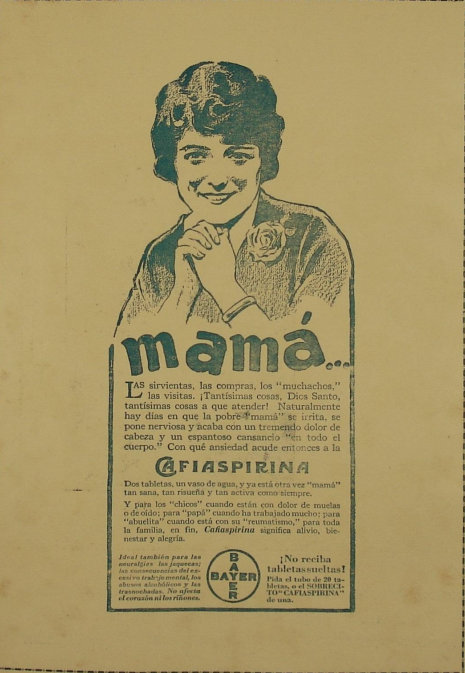
Publicidad de Cafiaspirina

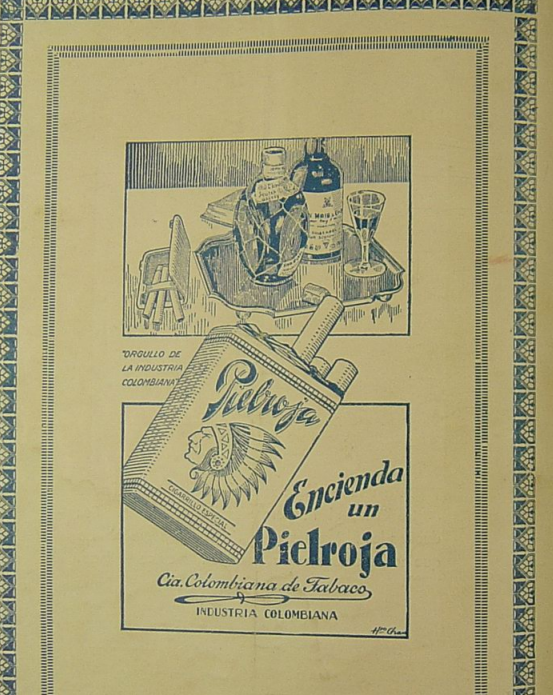
Cigarrillos Pielroja

De igual forma, la publicidad en la revista tenía un lugar preferente (al comienzo buena parte de los ingresos venían de la publicidad) pues se le dedicaban las primeras y últimas páginas a anuncios publicitarios de diferentes productos para el hogar y el consumo personal, la mayoría de estos siendo productos colombianos: entre los más representativos figuran Cigarrillos pielroja, Coltejer y Chocolate Diana, que publicitaron en la revista durante la mayor parte de su vida editorial. Los anuncios publicitarios de la revista estaban dirigidos a las mujeres, en particular a las madres de familia pues constantemente hacían uso de un lenguaje maternal y se dirigían específicamente a las madres o las señoras de la casa.